# Angoville
Angoville és un antic municipi francès situat al departament de Calvados i a la regió de Normandia. L'any 2018 tenia 25 habitants. Des del 1r de gener de 2019 es va integrar en el municipi nou de Cesny-les-Sources amb l'estatut de municipi delegat. Cesny-les-Sources és el resultat de la fusió de Cesny-Bois-Halbout,  Acqueville, Angoville, Placy i Tournebu.

## Demografia
El 2007 tenia 31 habitants. Hi havia vuit famílies i 15 habitatges: 10 habitatges principals, 4 segones residències i un desocupat. Tots eren cases.
La població ha evolucionat segons el següent gràfic:

## Economia
El 2007 la població en edat de treballar era de 16 persones, 15 eren actives i 1 inactiva. Hi havia dues empreses de serveis i cinc explotacions agrícoles.